# Rexhep Spahiu
Rexhep Mehmet Spahiu (ur. 21 stycznia 1923 w Neapolu, zm. 12 stycznia 1993) – albański piłkarz i trener piłkarski, w latach 1946–1952 reprezentant Albanii.
Ukończył studia w Instytucie Kultury Fizycznej im. Vojo Kushiego w Tiranie.

## Odznaczenia
Został odznaczony Orderem Naima Frashëriego.